# Sua Majestade Apostólica
Sua Majestade Apostólica (abreviado como S.M.A.) foi um tratamento usado pelos reis da Hungria, desde o século XVIII até a queda da monarquia naquele país em 1918 quando, com o fim do Império Austro-Húngaro, terminou a secular monarquia cristã.
Ainda no século XVIII, quando a Igreja Católica deu o tratamento aos soberanos do Reino da Hungria, na pessoa de Maria Teresa da Áustria, também foi concedido à mesma aristocrata o título nobiliárquico de "rei apostólico da Hungria", que ela mesma passou a usar no gênero feminino, passando então a ser a "rainha apostólica da Hungria". Seus sucessores usaram o título dado pela Igreja, e assim permaneceu até a queda do trono real naquela nação em novembro de 1918, após o fim da Primeira Guerra Mundial.